# Pascal Jolyot
Pascal Jolyot (Fontainebleau, 1958. július 26. –) olimpiai bajnok francia tőrvívó.